# 더 킹 오브 드래곤즈
《더 킹 오브 드래곤즈》는 캡콤이 발매한 1991년 아케이드 진행형 격투 게임이다. 전통 판타지 세계를 무대로 하며 최대 3명의 플레이어가 5개의 직업군 중 캐릭터를 선택해 진행한다. 시모무라 요코가 음악을 담당했다.
1994년에 슈퍼 패미컴 이식판이 발매됐다. 아케이드판은 이후 2006년 《캡콤 클래릭스 컬렉션》, 2018년 《캡콤 벨트 액션 컬렉션》에 수록됐다.

## 반응
일본 잡지 〈게임 머신〉은 1991년 10월 1일자 발행본에서 《더 킹 오브 드래곤즈》를 《스트리트 파이터 II: 더 월드 워리어》를 제치고 그 해에 가장 성공적이었던 아케이드 게임으로 선정했다.

## 참조
1. ↑  영어: The King of Dragons, 일본어: ザ・キングオブドラゴンズ